# Маленія
Маленія, Клинок Мікелли (англ. Malenia, Blade of Miquella; яп. ミケラの刃、マレニア, кириліз.: Мікера но Яіба, Маренія) — персонаж відеогри Elden Ring 2022 року. Маленія постає як висока жінка з рудим волоссям, одягнена в золоту броню, що нагадує валькірію, з протезами на обох ногах і правій руці; ця рука закінчується лезом, подібним до катани. Згідно з ігровою історією, вона — напівбожественна принцеса й одна з наймогутніших воїтельок і військових командирок світу, яка ніколи не була переможена в бою. Незважаючи на те що вона є необов'язковим босом, Маленія займає помітне місце у трейлерах, телевізійній рекламі та промоційних матеріалах гри. Вона вважається однією з головних маскотів Elden Ring.
Битва з нею привернула широку увагу медіа завдяки високій складності. Маленію хвалять за дизайн і сюжетну лінію. Її битва стала джерелом численних незвичних викликів: гравці намагалися перемогти її, використовуючи танцювальний килимок чи голосовий чат замість звичайного контролера. Гравець під ніком Let Me Solo Her здобув популярність, допомагаючи іншим гравцям у битві з Маленією, виходячи проти неї без одягу, з горщиком на голові й двома катанами.

## Створення
У день виходу гри Elden Ring було випущено патч, який вніс зміни в різні аспекти ігроладу, зокрема зменшив складність бою з Маленією. У початковій версії гри перша фаза бою з нею була більш агресивною — зокрема, вона могла застосовувати атаку Waterfowl Dance у будь-який момент, тоді як у пізніших версіях гри ця атака активується лише після зниження рівня її здоров’я до 80% і нижче. Популярна стратегія боротьби з Маленією — використання заклинання Swarm of Flies — також була ослаблена внаслідок одного з патчів. Цей самий патч помилково ускладнив бій із Маленією, дозволивши їй відновлювати здоров’я майже без обмежень; помилку виправили в наступному оновленні. Зазначалося, що ця проблема виникала переважно під час мережевих боїв за участі запрошених гравців. Під час розробки додаткового контенту до гри — Shadow of the Erdtree — режисер Elden Ring Хідетака Міядзакі зазначив, що DLC міститиме додаткових босів, рівень складності яких буде співставним із Маленією.

## Промоція
З нагоди виходу Elden Ring у Японії в лютому 2022 року по всій країні були виставлені статуї Маленії в натуральну величину, а також здійснювався продаж тематичної сувенірної продукції, пов’язаної з грою. Менша статуетка Маленії увійшла до складу колекційного видання Elden Ring. У жовтні 2023 року компанія S.H.Figuarts випустила мініатюрну фігурку Маленії поряд із фігурками інших персонажів гри. У квітні 2024 року, на момент виходу доповнення Shadow of the Erdtree, компанії Bandai Namco та PureArts представили обмеженим тиражем 95-сантиметрову трикілограмову репліку протеза руки Маленії, виготовлену з поліуретанової смоли.

## Сприйняття
Персонаж Маленії отримав загалом позитивні оцінки. Журналістка Polygon Ніко Дейо відзначила, що персонаж одразу привернув увагу аудиторії Elden Ring. Розмірковуючи над боєм із Маленією, авторка зазначила, що перша фаза битви, на її думку, «спрямована на приниження й дестабілізацію», зокрема тому, що атаки Маленії дозволяють їй відновлювати здоров’я, забираючи його у гравця, що «містить глибоку іронію й виклик». Дейо звернула увагу на зовнішність персонажа у другій фазі бою, коли її тіло вкрите гниллю, окрім оголених грудей та геніталій, що, за її словами, викликає суперечливі почуття страху та збудження; авторка розглядала цю оголеність як виклик, а не вразливість. Дейо також схарактеризувала образ Маленії як приклад типового для студії FromSoftware підходу до зображення жіночих персонажів — у її інтерпретації, це образи, що мають «специфічну зламаність: каліцтво, відкинутість, втрату», а жіночність у грі, на думку авторки, подана як «хвороба», єдиним засобом лікування якої є «стисле насильство». Коментуючи риси характеру героїнь FromSoftware, Дейо вказала, що вони або «тихі, без прагнень і потреб», або ж «істерично жахливі під час бою». Вона також відзначила сексистські висловлювання й поведінку частини гравців щодо бою з Маленією.
Авторка Kotaku Ешлі Бардан звернула увагу на близькість образу Маленії до образів «монструозних фей», таких як якша чи ерлькінґ, і зауважила, що, на відміну від багатьох відеоігрових фей, сила Маленії походить не всупереч її «фейській» природі, а завдяки їй. Вона також висловила думку, що хотіла б бачити такого персонажа, як Маленія, ще 15 років тому як альтернативу усталеним образам жінок у відеоіграх — «гарненької принцеси в рожевому», «привабливої прикраси», або ж «пасивної фінальної дівчини». Журналіст Screen Rant Томас МакНалті назвав Маленію символом Elden Ring, відзначаючи її дизайн як впізнаваний і візуально сильний завдяки «пишному рудому волоссю», шолому у стилі валькірії та масивному протезу руки. Він також оцінив її передісторію як таку, що викликає співчуття, наголошуючи на її прагненні захистити брата як на морально шляхетному мотиві.

### Як бос у відеогрі
Маленія вважається найскладнішим босом в Elden Ring і однією з найскладніших, створених розробником гри FromSoftware. За даними, оприлюдненими Bandai Namco в березні 2023 року, Маленія вбивала 10 гравців щосекунди з моменту виходу гри, і з нею бились 329 мільйонів разів. Станом на квітень 2023 року найшвидший час перемоги над Маленiєю становив 15 секунд — цього досяг менеджер спільноти Elden Ring під ніком RS_Lionheart. Рівень складності Маленії спонукав гравця з нікнеймом Let Me Solo Her пропонувати допомогу іншим гравцям, вступаючи з нею в бій самотужки замість них. Він уперше з’явився в квітні 2022 року, його персонаж був одягнений лише у горщик на голові та озброєний двома катанами. Let Me Solo Her здійснив своє тисячне вбивство Маленії під час прямої трансляції на YouTube. Станом на лютий 2024 року Let Me Solo Her стверджує, що переміг її 6000—7000 разів. Також він заявив, що може припинити соло-битви з Маленiєю після виходу завантажуваного контенту для Elden Ring під назвою Shadow of the Erdtree. Інший гравець, JPNB, пообіцяв битися з Маленiєю щотижня з різними збірками персонажа, доки FromSoftware не анонсує DLC для Elden Ring. Він заявив, що його надихнув Let Me Solo Her. JPNB завершив цей виклик після офіційного анонсу. У деяких із цих збірок JPNB влаштовував рольову гру в стилі D&D з кількома персонажами. За словами JPNB, у нього є таблиця з невикористаними збірками.
Через таку складність гравці намагалися перемогти її незвичайними способами. Гравці застосовували альтернативні методи, наприклад стрімерка з Twitch.tv MissMikkaa, яка витратила 15 годин і 553 спроби, перш ніж успішно перемогла Маленiю на першому рівні, використовуючи танцювальний килимок. Гравчиня на ім’я Perri Karyal змогла здолати Маленiю, використовуючи ЕЕГ-пристрій, що зчитував електричну активність мозку, підсилену сольовим розчином. Вона навчила пристрій розпізнавати певні стани мозку для атак проти Маленії. Гравець із зламаною рукою також зміг перемогти Маленiю на першому рівні. Золота рибка Тортеllini, яка належить ютуберу PointCrow, змогла здолати першу фазу бою з Маленiєю, використовуючи камеру, що вибирала команди залежно від того, у якій частині акваріума рибка перебуває; PointCrow їй допомагав. Ютубер Veganiele вирішив перемагати Маленiю без отримання ушкоджень, щодня використовуючи нову зброю, і майже кожного дня йому це вдавалося. Стрімерка Larxa зуміла перемогти Маленiю за допомогою моду, який дозволяв їй видавати команди голосом.
Було створено кілька модів, що роблять Маленiю ще складнішою. Наприклад, мод, який замінює всіх ворогів у грі на Маленiю — цей виклик у підсумку подолав Let Me Solo Her. Інший мод під назвою Unalloyed Malenia, створений користувачем Nexus Mods під ніком "MiquellaTheUnalloyed", мав на меті стати цікавим викликом для тих, хто добре знайомий із боєм проти звичайної Маленії. У відеогрі FromSoftware Sekiro: Shadows Die Twice з’явився мод, що додає Маленiю як противника під назвою Malenia – Blade of Ashina. Також створили мод, що дозволяв іншим босам битися з Маленiєю, при цьому більшість босів швидко програвали їй.
Поза відеоіграми колишній дизайнер Dungeons & Dragons Ден Діллон створив для Маленії спеціальний блок характеристик монстра, розрахований як виклик для групи з чотирьох гравців максимальної прокачки у настільній грі.